# Hans Källner
Le titre de cet article comprend le caractère ä. Quand celui-ci n'est pas disponible ou n'est pas désiré, le nom de l'article peut être représenté comme Hans Kaellner.
Hans Källner (9 octobre 1898 à Kattowitz - 18 avril 1945 à Olomouc) est un Generalleutnant allemand qui a servi au sein de la Heer dans la Wehrmacht pendant la Seconde Guerre mondiale.
Il a été récipiendaire de la croix de chevalier de la croix de fer avec feuilles de chêne et glaives. La croix de chevalier de la croix de fer et ses grades supérieurs, les feuilles de chêne et glaives, sont attribués pour récompenser un acte d'une extrême bravoure sur le champ de bataille ou un commandement militaire accompli avec succès.

## Biographie
Hans Källner est mort au combat le 18 avril 1945 lors d'une visite d'inspection des lignes de front près d'Olomouc.

## Décorations
- Croix de fer (1914)
  - 2e classe (3 septembre 1917)
  - 1re classe (4 août 1918)
- Croix d'honneur des combattants 1914-1918
- Agrafe de la croix de fer (1939)
  - 2e classe (19 septembre 1939)
  - 1re classe (18 octobre 1939)
- Insigne de combat des blindés
  - en Argent
- Croix allemande en or (18 octobre 1941)
- Croix de chevalier de la croix de fer avec feuilles de chêne et glaives
  - Croix de chevalier le 3 mai 1941 en tant que Oberst et commandant du Schützen-Regiment 73
  - 392e feuilles de chêne le 12 février 1944 en tant que Generalmajor et commandant de la 19. Panzer-Division[1]
  - 106e glaives le 23 octobre 1944 en tant que Generalleutnant et commandant de la 19. Panzer-Division[2]
- Mentionné 2 fois dans le bulletin quotidien radiophonique de l'Armée: le Wehrmachtbericht (23 août et 22 septembre 1944)